# Picnic (filme)
Picnic é um filme estadunidense de 1955, do gênero drama, filmado em cinemascope e dirigido por Joshua Logan, com roteiro de Daniel Taradash, baseado na peça teatral homônima de William Inge, vencedor do Prêmio Pulitzer.
Com elenco formado por William Holden, Kim Novak, Susan Strasberg, Cliff Robertson, Arthur O'Connell, Nick Adams, Betty Field, Rosalind Russell e Verna Felton, o filme retrata através de instantâneos a vida norte-americana durante os anos 50. O filme venceu dois Oscar e teve mais 4 indicações.

## Elenco
- William Holden .... Hal Carter
- Kim Novak .... Madge Owens
- Betty Field .... Flo Owens
- Susan Strasberg .... Millie Owens
- Cliff Robertson .... Alan Benson
- Arthur O'Connell .... Howard Bevans
- Verna Felton .... Helen Potts
- Reta Shaw .... Irma Kronkite
- Nick Adams .... Jornaleiro
- Raymond Bailey .... sr. Benson
- Elizabeth Wilson .... Christine Schoenwalder
- Rosalind Russell .... Rosemary

## Locações
- As cenas do “The Labor Day” foram filmadas e editadas de um documentário.[3] Picnic foi gravado em cinco cidades do Kansas: Halstead, Hutchinson, Nickerson, Salina e Sterling.

### Cinemascope
O formato de Cinemascope foi realçado na imagem aérea final, sobre o trem da Trailways Transportation System. Nos anos 90, houve uma restauração do filme.

### Música
"Theme from Picnic" foi escolhido como “número um” em 1956, no Billboard magazine, e esteve entre as 14 melhores do ano. Composta por George Duning e Steve Allen, a música é marcada pela famosa cena de dança de Holden e Novak, na qual o diretor musical da Columbia, Morris Stoloff, misturou o "Theme From Picnic", com a música dos anos 30 "Moonglow". O álbum atingiu o 23º nos gráficos da Billboard.

## Sinopse
A história se passa em um período de 24 horas. Hal Carter (William Holden) fora uma estrela do futebol na faculdade, mas em busca de uma carreira de ator em Hollywood, falha, e vive agora sem rumo e desempregado. No “The Labor Day” (Dia do Trabalho), chega de carona, em um trem, numa pequena cidade do Kansas, para visitar seu amigo e ex-colega da faculdade Alan Benson (Cliff Roberston), filho de um rico cerealista da cidade.
Fazendo pequenas tarefas em troca de refeição no quintal da amável Sra. Potts (Verna Felton), Hal conhece a vizinha Madge Owens (Kim Novak), namorada de Alan, e sua estudiosa irmã mais nova, Millie (Susan Strasberg), e se interessa por Madge. A mãe de Madge (Betty Field), que guarda a esperança de Madge casar com Alan, devido seu status, não aprova o interesse entre Madge e Hal. Alan pretende casar com Madge, mas seu pai é contra, pois a considera inferior.
Alan fica feliz ao ver Hal na cidade, e lhe promete um trabalho nos armazéns de sua família, além de convidá-lo para a festa do “dia do trabalho” que a cidade organiza anualmente. Madge é eleita, na festa, a “Rainha de Neewollah”, e Hal fica facinado ao vê-la sendo levada de barco através do rio.
Hal, com seu jeito aventureiro, exerce um fascínio sobre as mulheres locais, inclusive sobre Millie. A professora solteirona Rosemary (Rosalind Russell), que aluga um quarto na casa das Owen, está interessada no comerciante local Howard Bevens (Arthur O’Connell). Quando Hal convida Madge para dançar – a dança dos dois se tornou um dos destaques do filme – Rosemary convida Howard, que a rejeita. Rosemary bebe em demasia e olha com ciúmes a dança de Madge e Hal, intrometendo-se e tentando puxá-lo para si; quando ele tenta segurá-la, Rosemary rasga sua camisa. Nesse momento, a Sra. Owens e Alan chegam e se deparam com a cena, quando Rosemary o acusa de ter dado whiskey para Millie. Com o escândalo, no qual todas as culpas recaem sobre ele e seu comportamento, Hal sai da festa, mas Madge o segue na escuridão da noite; pegam o carro de Alan e saem juntos.
Hal conta a Madge os percalços de sua vida, como ter sido mandado para um reformatório na adolescência pelo roubo de uma motocicleta, e como a sua vida toda tinha sido um fracasso. Madge o beija, para sua surpresa, e eles prometem encontrar-se na noite seguinte. Hal dirige até a casa de Alan, mas ele chama a polícia e quer que o ex-amigo seja preso. Hal foge, e vai pedir abrigo na casa de Howard, para passar a noite e no dia seguinte fugir. Howard, compreensivamente, aceita, mas agora também tem os seus problemas: a desesperada e arrependida Rosemary acabara de pedir para que se casasse com ela.
Na casa de Madge, naquela noite, tanto Madge quanto Millie choram no quarto. Na manhã seguinte, Howard vem até a casa das Owen, arrependido e tentando se entender com Rosemary, mas ela já está fazendo planos para o casamento e contando para as outras professoras, deixando Howard perplexo e sem saber o que fazer. Ao encontrar Madge, Howard lhe conta que Hal está escondido no seu carro, e posteriormente os dois se encontram nos fundos da casa. Hal pede a ela para encontrá-lo em Tulsa, onde encontrará trabalho e um quarto de hotel, mas a Sra. Owen os surpreende e ameaça chamar a polícia. Hal corre e pega o trem que está passando, gritando para Madge: “Você me ama! Você me ama!”
Subindo ao seu quarto, Millie convence Madge a ir ao encontro, para que ela faça algo “brilhante, inteligente”, com a sua vida, que ela corra riscos e deixe aquela vida pacata indo ao encontro de Hal. Madge faz a mala e, a despeito das lágrimas de sua mãe, e sob o incentivo da irmã e da Sra. Potts, pega o ônibus para Tulsa.

## Reação
Picnic teve sucesso financeiro e da crítica, vencendo dois Oscar, o de direção de arte e edição, além de outras indicações. O filme passou a simbolizar o retrato da vida das pequenas cidades norte-americanas na época do Presidente Eisenhower, reforçado por uma boa trilha sonora e boas interpretações coadjuvantes, tais como Arthur O'Connell e a jovem Susan Strasberg.
O carisma de Holden como Hal tem sido defendido com o passar do tempo, mas não é citado entre as melhores atuações de sua carreira.
Embora a personagem de Novak se rebelasse contra ser “somente bonita”, ela foi criticada por ter se mostrado muito passiva em seu papel. Na Broadway, o papel de Madge foi interpretado por Janice Rule.
A Columbia Pictures queria fazer campanha para a indicação de Rosalind Russell ao Oscar de atriz coadjuvante, mas ela se recusou a ser inscrita na categoria.

## Refilmagens
- Picnic foi refilmado para TV em 1986, estrelando Gregory Harrison, Jennifer Jason Leigh, Michael Learned, Rue McClanahan e Dick Van Patten.  Foi dirigido por Marshall W. Mason.

- Foi novamente refilmado para TV em 2000, estrelando Bonnie Bedelia, Josh Brolin, Gretchen Mol, Jay O. Sanders e Mary Steenburgen. A adaptação foi feita por Shelley Evans e a direção por Ivan Passer.

## Principais prêmios e indicações
Oscar 1956 (EUA)
- Venceu nas categorias de melhor edição e melhor direção de arte - colorido.
- Indicado nas categorias de melhor filme, melhor diretor, melhor ator coadjuvante (Arthur O'Connell) e melhor trilha sonora (George Duning).

Globo de Ouro 1956 (EUA)
- Venceu na categoria de melhor diretor.

BAFTA 1957 (Reino Unido)
- Indicado nas categorias de melhor filme, melhor ator estrangeiro (William Holden), melhor atriz estrangeira (Kim Novak) e melhor revelação (Susan Strasberg).

Em 2002 Picnic foi colocado em 59º lugar em AFI's 100 Years... 100 Passions.